# Mamiellales
Mamiellales, red zelenih algi u razredu Mamiellophyceae. Postoji 12 priznatih vrsta u dvije porodice.

## Porodice
1. Bathycoccaceae Marin & Melkonian  3
2. Mamiellaceae Moestrup  9